# Artonis bituberculata
Espèce
Synonymes
- Anania bituberculata Thorell, 1895

Artonis bituberculata est une espèce d'araignées aranéomorphes de la famille des Araneidae.

## Distribution
Cette espèce est endémique de Birmanie.

## Description
La femelle décrite par Thorell en 1895 mesure 3,9 mm.

## Publication originale
- Thorell, 1895 : Descriptive catalogue of the spiders of Burma. London, p. 1-406 (texte intégral).